# Tacca ampliplacenta
Tacca ampliplacenta är en enhjärtbladig växtart som beskrevs av L.Zhang och Q.J.Li. Tacca ampliplacenta ingår i Taccasläktet, och familjen Dioscoreaceae. Inga underarter finns listade i Catalogue of Life.